# Pécel
Pécel là một thành phố thuộc hạt Pest, Hungary. Thành phố này có diện tích 43,64 km², dân số năm 2010 là 15198 người, mật độ 348 người/km².